# Comté de Holt (Missouri)
Pour les articles homonymes, voir Comté de Holt.

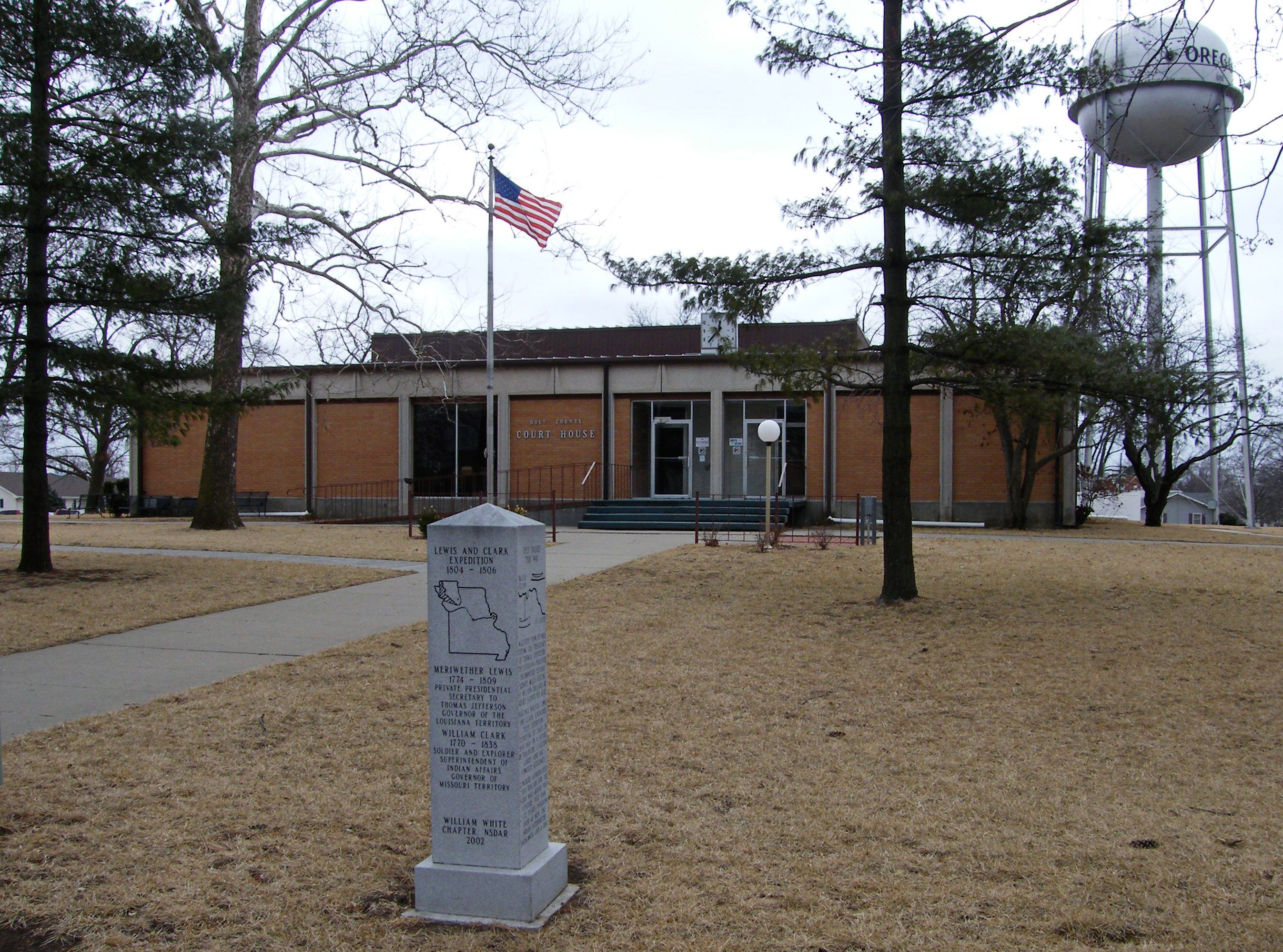

Le comté de Holt (Holt County) est un comté de l'État du Missouri aux États-Unis. Ce comté se trouve dans la partie nord-ouest de l'État. Lors du recensement de 2000, la population était de 5 351 habitants. Le chef-lieu du comté est la ville d'Oregon. Le comté a été créé en 1841 et tient son nom du législateur de l'État du Missouri Dr. David Rice Holt, qui est mort en 1840.